# توم لونغ (لاعب كرة قاعدة أمريكي)
توم لونغ (بالإنجليزية: Tom Long)‏ هو لاعب كرة قاعدة أمريكي، ولد في 1 يونيو 1890، وتوفي في 15 يونيو 1972.

## وصلات خارجية
- توم لونغ (لاعب كرة قاعدة أمريكي) على موقعبيزبول رفرنس.كوم (الدوري الرئيسي) (الإنجليزية)
- توم لونغ (لاعب كرة قاعدة أمريكي) على موقعبيزبول رفرنس.كوم (الدوري الثانوي) (الإنجليزية)